# Suometar
Suometar war eine von fennomanischen Studenten in Helsinki gegründete Zeitschrift, die von 1847 bis 1866 erschien.  August Ahlqvist, Paavo Tikkanen, D. E. D. Europaeus und Antero Warelius wollten es zunächst der Bildungselite als ideologisch gerichtete Zeitschrift des Finnischtums vorlegen. Nach 1851 wurde es zu einem Volksmagazin, das mit seinen „ländlichen Briefen“ über andere Ereignisse in Finnland berichtete.

## Geschichte
Die Hauptthemen der Zeitschrift waren neben den finnischen Sprach- und Literaturartikeln Reisebeschreibungen und Informationen zur alten Geschichte der Finnen. Die Entwicklung einer Schriftsprache basierend auf dem Dialekt von Savo, verhinderte das Blatt und bezeichnete dies als Gottlund'sche Ketzerei. 1847 veröffentlichte „Suometar“ auch eine Beilage, worin Übersetzungen von Texten des französischen Autors Honoré de Balzac zu finden waren. Zusätzlich erschien „Lasten Suometar“ (finn. Suometar der Kinder) (1856–1857), das als das erste finnischsprachige Magazin für Kinder und Jugendliche gilt.
Im Jahre 1854, als die Geschehnisse des Krimkriegs auch Finnland betrafen, erhielt das Blatt von der Zensurbehörde die Erlaubnis über den Krieg zu berichten. Daraufhin wuchs die Auflage des Blattes und es erschien zwischenzeitlich sechsmal pro Woche. In den 1860er Jahren fiel die Auflagenzahl, als sich die von Yrjö Sakari Yrjö-Koskinen geführten Jungfennomanen vom vorsichtigen Finnischtum des Blattes distanzierten und das konkurrenzierende Helsingin Uutiset (1862–1863) gründeten. Obwohl der Streit zwischen den Fennomanengruppen beigelegt wurde und Koskinen später zur Suometar um zu helfen zurückkehrte, war die Versöhnung von kurzer Dauer. 1866 musste die Zeitschrift aufgrund der geringen Anzahl von Abonnenten und der wachsenden Verbindlichkeiten abgeschafft werden. Wenige Jahre später wurde auf Initiative von Yrjö Koskinen eine neue finnische Zeitung „Uusi Suometar“ (finn. Neue Suomentar) gegründet.